# Hořovičky
Obec Hořovičky (dříve Německé Hořovice, německy Deutsch Horschowitz) se nachází v okrese Rakovník, kraj Středočeský, zhruba 12 km jihovýchodně od Podbořan a 15 km severozápadně od Rakovníka. Obcí prochází silnice I/6, spojující Prahu a Karlovy Vary. Žije zde 486 obyvatel.

## Historie
První písemná zmínka o Hořovičkách pochází z roku 1392, kdy Maršík z Hrádku věnoval plat z Hořoviček (in villa Horzowitz) kostelu Nanebevzetí P. Marie ve Strojeticích. Název lze podle jazykovědce Antonína Profouse vykládat dvojím způsobem, buď z osobního jména Hoř, tj. zkrácené podoby jmen jako Hořislav či Hořimír, nebo od příjmení Hora.

### Územněsprávní začlenění
Dějiny územněsprávního začleňování zahrnují období od roku 1850 do současnosti. V chronologickém přehledu je uvedena územně administrativní příslušnost obce v roce, kdy ke změně došlo:
- 1850 země česká, kraj Cheb, politický okres Žatec, soudní okres Jesenice[6]
- 1855 země česká, kraj Žatec, soudní okres Jesenice
- 1868 země česká, politický okres Podbořany, soudní okres Jesenice
- 1939 Sudetenland, vládní obvod Karlovy Vary, politický okres Podbořany, soudní okres Jesenice[7]
- 1945 země česká, správní okres Podbořany, soudní okres Jesenice[8]
- 1949 Karlovarský kraj, okres Podbořany[9]
- 1960 Středočeský kraj, okres Rakovník
- 2003 Středočeský kraj, obec s rozšířenou působností Rakovník

### Rok 1932
V obci Německé Hořovice (něm. Deutsch Horschowitz, nyní Hořovičky, přísl. Šmikousy, 580 obyvatel, poštovní úřad, telegrafní úřad, telefonní úřad, četnická stanice, katol.  kostel, evang.  kostel, sirotčinec) byly v roce 1932 evidovány tyto živnosti a obchody: lékař, pekař, družstvo pro rozvod elektrické energie (Elektrizitätsgenossenschaft für die Gemeinde Deutsch Hořowitz), 2 řezníci, 2 holiči, hostinec, 3 obchody se smíšeným zbožím, 2 hotely (Blauer Stern, Stadt Wien), továrna na barvy a laky Heinz&Sohn, 10 rolníků, hospodářské, nájemní, úsporné a stavební družstvo ve Šmikousích, sedlář, zámečník, kovář, krejčí, 3 švadleny, 2 obuvníci, Spar- und Darlehenskassenverein für Deutsch-Hořowitz, spořitelní a záložní spolek pro Německé Hořovice, trafika, truhlář, +obchodník s dobytkem, kolář, cihelna Heinz&Sohn.
Ve vsi Hokov (něm. Hokau, 375 obyvatel, samostatná obec se později stala součástí Hořoviček) byly v roce 1932 evidovány tyto živnosti a obchody: půjčovna mlátiček, řezník, zahradník, 3 hostince, 4 obchody se smíšeným zbožím, 12 rolníků, kovář, krejčí, obuvník, trafika.
Ve vsi Vrbice (něm. Fürwitz, 256 obyvatel, samostatná obec se později stala součástí Hořoviček) byly v roce 1932 evidovány tyto živnosti a obchody: stavitel, hostinec, 3 obchody se smíšeným zbožím, 2 rolníci, mlýn, kovář, obuvník, trafika.

## Obyvatelstvo
Při sčítání lidu v roce 1921 zde žilo 575 obyvatel (z toho 284 mužů), z nichž bylo 53 Čechoslováků, 514 Němců a osm cizinců. Kromě osmi židů jich 334 patřilo k římskokatolické církvi a 233 k evangelickým církvím. Podle sčítání lidu z roku 1930 měla vesnice 578 obyvatel: 93 Čechoslováků, 478 Němců, jeden příslušník jiné národnosti a šest cizinců. Kromě římskokatolické většiny zde žilo 227 evangelíků, čtrnáct členů církve československé, osm židů a dva příslušníci jiných církví.

## Části obce
Obec Hořovičky se skládá ze čtyř částí na čtyřech katastrálních územích:
- Hořovičky (i název k. ú., jižně od Hořoviček stojí samota Šmikousy)
- Bukov (k. ú. Bukov u Hořoviček)
- Hokov (i název k. ú.)
- Vrbice (k. ú. Vrbice u Hořoviček)

Od 1. ledna 1980 do 23. listopadu 1990 k obci patřily i Kolešov (Kolešov se, již bez Bukova, opět osamostatnil k 24. listopadu 1990), Nová Ves a Vlkov.

## Pamětihodnosti
- Pravoslavný kostel Cyrila a Metoděje
- Kostel Nejsvětější Trojice
- Socha císaře Josefa II. na monumentálním žulovém podstavci je odlita z bronzu či litiny (na soklu vzadu nápis "BLANSKO").
- Fara

Z hlediska římskokatolické správy obec spadá do farnosti Petrovice u Rakovníka v pražské arcidiecézi, ale její část Bukov do farnosti Jesenice, tedy do plzeňské diecéze.

## Doprava
Dopravní síť
- Pozemní komunikace – Obcí vede silnice I/6 Praha – Karlovy Vary.
- Železnice – Železniční trať ani stanice na území obce nejsou.

Veřejná doprava 2011
- Autobusová doprava – V obci měla zastávku dálková autobusová linka Klášterec nad Ohří – Kadaň – Podbořany – Praha (1 spoj v pracovní dny a v neděli) (dopravce DPÚK). V obci měly zastávku příměstské autobusové linky jedoucí do Podbořan a Rakovníka (dopravce ANEXIA).